# Gñana
El gñana o jñana es un término sánscrito que significa ‘conocimiento’.

## Etimología
- jñāna, en el sistema AITS (alfabeto internacional de transliteración sánscrita).
- ज्ञान, en escritura devánagari.
- pronunciación: /ñana/ o bien /guiana/ (no /güiana/); nunca /jnana/. Debido a una convención (el alfabeto AITS), en inglés se escribe comúnmente jnana, lo que genera confusión, ya que un anglohablante pronunciará erróneamente /shnana/.[1]

## En el hinduismo
En el hinduismo impersonalista advaita (‘no dualismo’), el gñana se refiere al conocimiento puro, el conocimiento de que el atman (alma) es idéntica con Brahman (divinidad impersonal hinduista).
En el hinduismo personalista bhakti (‘devoción [a Dios]’), el gñana se refiere al conocimiento puro, el conocimiento de que el atman (alma) es espiritual y no material.
Se lo contrasta con el vijñāna, que se refiere al ‘conocimiento expandido’ o sabiduría puesta en práctica.

## En el budismo
En el budismo tibetano, hace referencia a conciencia pura que está libre de gravámenes conceptuales y en ese sentido contrasta con el Vijñāna, que se refiere al ‘conocimiento dividido’.
La entrada y la progresión a través de los diez estados del Jñana/Bhimis, lleva a la persona a la completa iluminación y al nirvana
En la tradición Vipassana del budismo existen las siguientes ñanas de acuerdo con Mahasi Sayadaw. Según una persona medita, se van experimentando estas jñanas o "conocimientos" en orden. La experiencia de cada una puede ser breve o durar años y intensidad subjetiva de cada una es variable; cada jñana podría ser considerada un dhyana, aunque muchas no son estables y la mente no tiene forma de permanecer en la experiencia.
Experimentar todas las jñanas llevará a la primera de las Cuatro etapas del nirvāna; después el ciclo continuará en un nivel más sutil.

## Términos relacionados
Un término relacionado es atma gñana, que se traduce frecuentemente como ‘conciencia de sí mismo’, en inglés self-realization (‘darse cuenta de quién es uno mismo’), que a veces se traduce erróneamente como ‘autorrealización’. Pero en inglés to realize significa ‘darse cuenta [de algo]’, en cambio el término español «realizarse» significa ‘poner en acto todo lo que uno puede ser en potencia’.
En el marco del esoterismo occidental, el término gñāna shakti es el ‘poder del intelecto’, la sabiduría real.
El jñāna yoga es un marga (‘sendero’) hacia moksa (‘liberación’).
Hay otros senderos para diferentes temperamentos (cada uno despreciado por los demás senderos), tales como el bhakti (‘devoción’ a Dios) y el karma yoga (la ‘actividad religiosa’, el trabajo dedicado a Dios).